# Melissa Etheridge (album)
Melissa Etheridge è il primo eponimo album discografico in studio della cantautrice statunitense Melissa Etheridge, pubblicato nel 1988.

## Tracce
1. Similar Features – 4:42
2. Chrome Plated Heart – 3:59
3. Like the Way I Do – 5:23
4. Precious Pain – 4:15
5. Don't You Need – 4:59
6. The Late September Dogs – 6:33
7. Occasionally – 2:36
8. Watching You – 5:33
9. Bring Me Some Water – 3:52
10. I Want You – 4:07